# 윤세겸
윤세겸(尹世謙, 1668년 6월 18일 - 1749년 9월 24일)은 조선 후기의 문신이다. 본관은 해평(海平)으로, 자는 여익(汝益), 호는 승옹(繩翁)이다. 어려서 부모를 잃고 고아가 되었다. 향시에 거듭 낙방하다가 40세에 음서 제도로 관직에 올라 경기전 참봉으로 출사하여 장녕전 봉사, 전옥서 봉사, 금부도사, 한성부 판관 등을 지냈다.

## 생애

### 생애 초기
1668년 6월 18일 세자익위사 사어를 지내고 사후 증 이조참판에 추증된 윤채(尹埰)의 넷째 아들로 태어났다. 선조 때의 형제 정승인 윤두수, 윤근수 형제의 후손으로 도재 윤흔의 증손이었다. 선조의 서녀 정혜옹주와 결혼한 윤신지는 윤세겸에게 재종조부가 된다.
아버지 윤채는 네 번 결혼했으나 본처 파평윤씨와 계비 진주유씨, 셋째부인 밀양박씨에게서 자녀가 없고 넷째부인 평강김씨를 얻어 4남 1녀를 두었다. 1671년 4월 3세 때에 아버지와 어머니를 모두 잃고 친척들에 의해 양육되었다. 그의 아버지는 68세의 고령에 그를 얻었으므로 오갈 곳이 없어 친척들이 그를 돌보았다.
그의 어린 시절에 대해서는 알려진 것이 없다. 여러 번 향시(鄕試)에 응시하였으나 모두 낙방하였다.

### 관직 생활
1707년(숙종 33년)에 음서로 관직에 출사하여 경기전 참봉(京畿殿參奉)이 되었다. 1708년(숙종 34년) 장녕전참봉(長寧殿參奉) 윤인교(尹仁敎)와 서로 관직을 맞바꿔 장녕전 참봉이 되었다가 그 뒤 장녕전봉사를 거쳐  1709년전옥서봉사(典獄署奉事), 전옥서직장, 1710년 장릉직장(長陵直長) 등을 지냈다.
1712년(숙종 38년) 활인서별제(活人署別提), 의금부도사, 한성부판관을 역임하고 함흥판관으로 부임하였다. 1713년 알 수 없는 이유로 직첩을 환수당하고 면직됐다. 1714년 부여현감으로 부임하고, 1718년 예천군수, 1722년(경종 2년) 12월 순흥부사로 부임하였다. 지방관으로 재직 당시 선정을 베풀어 부여, 예천, 순흥, 성주 등에 선정비가 세워졌다. 순흥 부석면 동구(현 영주시 부석면 동구)에는 그가 이임하자 그를 기린 거사비(去思碑)가 세워지기도 했다. 1727년(영조 3년) 7월 선혜청낭청이 되었다가 그해 12월 부사과(副司果), 승정원우승지, 1728년 선혜청 낭청이 되었다. 1729년 다시 성주목사로 부임하였다.
지방관의 임기는 3년이었으나 1732년(영조 8년) 성주목사에 유임되었다. 1731년과 1732년 흉작이 들어 백성들이 굶주림과 기근에 시달리자 구휼 정책을 잘 펴서 칭송을 들었다. 1732년에는 지방관이 거두는 군향 중 별회미(別會米)의 양을 적게 거두었다는 이유로 비변사의 서명구(徐命九)로부터 탄핵을 당했다. 1734년 다시 선혜청낭청이 되었고, 통훈대부로 승진, 사도사첨정, 광흥창수(廣興倉守)를 거쳐 1735년 부사과(副司果), 1737년 영희전령(永禧殿令), 1738년 사도사 첨정, 1739년 광흥창수를 거쳐 1740년 7궁의 헌관(獻官)이 되었다. 1744년(영조 20년) 통정대부로 승진, 첨지중추부사가 되었으나, 병을 이유로 사직을 청하여 허락받았다. 곧 부호군으로 전직되었다.
1747년(영조 23년) 대비인 인원왕후 김씨의 회갑연을 기념하여 특별히 가선대부로 승자, 동지중추부사가 되었다가 동지돈녕부사에 임명되었다. 1749년 9월 24일에 병으로 사망하였다. 사망당시 그의 나이 81세였다. 그는 평소에 성품이 온화하였고, 희노의 기분과 감정을 겉으로 잘 드러내지 않았다고 한다. 주로 교류하면서 가깝게 지내던 인물로는 족질인 윤순(尹淳) 등 몇인이 있었다.

### 사후
경기도 장단군 고매곡(古梅谷) 계좌에 본부인 해주정씨와 함께 안장되었고, 묘비명은 손자 윤득우가 썼다. 소실 김해김씨는 충청도 아산군 둔포면 석곡리에 안장되었다.
서자 윤발은 후에 조선 말의 군부대신 윤웅렬과 육군참장 윤영렬의 증조 할아버지이자, 독립운동가 윤치호, 대한민국의 내무부장관, 서울시장 윤치영, 4대 대통령 윤보선, 한국의 초기 병리학자이자 해부학자인 윤일선의 선조가 된다.

## 가족 관계
- 할아버지 : 윤취지(尹就之, 1583년 - 1644년)
- 할머니 : 전주이씨(1583년 - 1663년 11월 1일)
- 아버지 : 윤채(尹埰, 1603년 11월 13일 - 1671년 10월 24일)
- 어머니 : 파평윤씨(1601년 - ? 7월 3일), 아버지 윤채의 본처
- 어머니 : 진주류씨(1617년 - 1636년 12월 26일) - 아버지 윤채의 두번째 부인
- 어머니 : 밀양박씨(1617년 - 1642년 8월 6일(
- 어머니 : 평강김씨(1627년 - 1671년 4월 25일
  - 형 : 윤세항(尹世恒, 1652년 - 1733년 11월 11일)
  - 형 : 윤세정(尹世鼎, 1660년 1월 7일 - 1704년 3월 27일)
- 부인 : 해주 정씨(1666년 - 1739년 11월 13일
  - 아들 : 윤옥(尹沃, 1694년 10월 18일 - 1767년 4월 7일) 옥구현감
    - 손자 : 윤득림(尹得霖, 1717) 도사
    - 손자 : 윤득우(尹得雨, 1719년 2월 9일 - 1774년 8월 7일), 자는 윤경(潤卿)

  - 아들 : 윤학(尹㶅, 1710년 - 1770년 4월 7일)
  - 며느리 : 해주오씨, 생 1남 1녀
  - 며느리 : 원주원씨, 생 2남 1녀
- 첩 : 김해김씨, 아산 둔포면 석곡리
  - 서자 : 윤발(尹潑, 1728년 - 1798년 9월 25일), 윤치호, 윤치영의 고조부, 윤보선, 윤일선의 5대조
  - 서자부 : 전주이씨(1730년 - 1796년)
    - 서손자 : 윤득눌(尹得訥, 1747년 - 1816년 11월 21일)
      - 서증손 : 윤해동(尹海東, 1767년 - 1829년 6월 18일)

    - 서손자 : 윤득술(尹得述, 1758년 - 1790년 9월 24일)
      - 서증손 : 윤경동(尹慶東, 1777년 - 1837년)

    - 서손자 : 윤득길, 삼촌 윤침의 양자로 출계
    - 서손자 : 윤득실(尹得實, 1768년 - 1823년 9월 25일)
      - 서증손 : 윤취동(尹取東, 1798년 7월 18일 - 1863년 12월 21일)

  - 서자 : 윤침(尹沉, 1729년 - 1785년 3월 8일)
  - 서며느리 : 언양김씨

## 같이 보기
- 윤득우
- 윤흔
- 윤취동
- 윤영렬
- 윤웅렬